# 톤 쿠프만
안토니우스 게르하르두스 미카엘 쿠프만(네덜란드어: Antonius Gerhardus Michael Koopman, 1944년 10월 2일~)은 네덜란드의 지휘자, 오르간 및 하프시코드 연주자, 음악학자이다. 원전연주로 유명하다.

## 활동
쿠프만은 1979년 암스테르담 바로크 오케스트라를, 1992년에는 암스타르담 바로크 합창단을 세운다. 쿠프만은 바흐의 음악을 비롯한 바로크 음악을 집중적으로 연주하는 원전연주를 하였다. 다른 고음악 지휘자들이 낭만주의 음악 등 보다 최신의 음악을 연주하기도 하는 반면, 쿠프만은 모차르트의 죽음 (1791) 이후 곡들은 연주하지 않는다 선언한 만큼 바로크 및 고전 음악 연주에 집중한다.
바흐 칸타타 전곡을 2005년에 녹음한 것으로도 유명하다. 2002년까지 Erato에서 12편의 음반을 발매했는데 회사가 자금 문제로 프로젝트를 중단하겠다 하자 권리를 구매하여 스스로 Antoine Marchand라는 레이블을 세워 이후의 녹음본은 거기서 발매하였다.
이외에도 바흐의 스승인 디트리히 북스테후데의 작품 전곡을 녹음하기도 하였다. 이 프로젝트는 2005년 시작하여 2014년 10월에 완료되었다.